# Гамбит (фильм, 1966)
«Гамбит» (англ. Gambit) — комедийный фильм-ограбление режиссёра Рональда Нима 1966 года. Картина была номинирована на премию «Оскар» и премию «Золотой глобус» в трёх категориях.

## Сюжет
Мошенники Гарри Дин (Кейн) и Эмиль Фурнье (Абботт) в баре Гонконга подбирают ассистентку для предстоящей аферы — танцовщицу Николь Ченг (Маклейн). Девушка очень похожа на другую женщину, умершую двадцать лет назад жену миллиардера Ахмада Шабандара, остающегося с тех пор безутешным вдовцом. За хорошее вознаграждение Николь соглашается играть молчаливую и гордую красавицу — жену «английского аристократа», сэра Гарольда Дина. Пара прилетает в некий восточный город Дамуз. Миллиардер, обычно ведущий жизнь затворника, приглашает Гарри и Николь на ужин в свои покои, а позже предлагает осмотреть достопримечательности города. Дин под благовидным предлогом отказывается, но через час, пользуясь отсутствием хозяина и полученными сведениями о помещениях, тайно проникает в апартаменты Шабандара и похищает бесценную скульптуру из его коллекции. В эту же полночь Гарри встречается в аэропорту с Николь, выплачивает ей вознаграждение и скрывается в неизвестном направлении.
Линейное повествование сюжета обрывается. Гарри Дин и Эмиль Фурнье вновь сидят в баре Гонконга и присматриваются к танцовщице. Произошедшее — лишь красивое изложение плана мошенников. После первых фраз между Гарри и Николь становится очевидным, что реальность будет далека от задуманного: девушка болтлива, хотя и неплохо образована. Кроме того, Шабандар в действительности оказывается молодящимся бизнесменом, который ведёт активную светскую жизнь. Он первым высказывает предположение, что прибытие в его отель женщины, копирующей его покойную жену, — не простая случайность, и начинает собственную игру. В результате противоборства Шабандара и Дина все поразительным образом остаются в выигрыше: миллиардер по-прежнему владеет подлинной скульптурой, а Гарри и Эмиль — тремя её безукоризненными копиями.

## В ролях
- Майкл Кейн — Гарри Дин
- Ширли Маклейн — Николь Ченг
- Герберт Лом — Ахмад Шабандар
- Джон Эбботт — Эмиль Фурнье
- Роджер Кармел — Рам
- Арнольд Мосс — Абдул
- Ричард Ангарола — полковник Салим

## Награды
- 1967 — премия Laurel Awards за третье место в категории «лучшая женская роль в комедии» (Ширли Маклейн).
- 1967 — три номинации на премию «Оскар»: за лучшую работу художника-постановщика (Александр Голицын, Джордж Уэбб, Джон Маккарти, Джон Остин), за лучший дизайн костюмов (Жан Луи), за лучший звук (Уолдон Уотсон).
- 1967 — три номинации на премию «Золотой глобус»: за лучший фильм — комедия или мюзикл, за лучшую мужскую роль — комедия или мюзикл (Майкл Кейн), за лучшую женскую роль — комедия или мюзикл (Ширли Маклейн).

## Критика
Картина, как и многие остросюжетные работы Рональда Нима, получила высокую оценку критиков. Неоднократно упоминается очень точный подбор актёров на главные роли: Кейну и Маклейн предстояло фактически сыграть по две роли в фильме — идеальных злодеев в воображаемом преступлении и несколько растерявшихся мошенников в реальной действительности. Обозрение «Сlassic Film Guide» считает фильм не только чрезвычайно интересным, но и очень хорошо структурированным.

Прелесть фильма — и в дуэте Кейна с Маклейн, и в сценарной изощренности: оказывается, и самые прожжённые воры могут поверить мнимостям, которые тиражирует пресса, и руководствоваться не здравым воровским смыслом, а стереотипами, а самые изощренные планы могут дать трещину из-за непредсказуемых и идиотских пустяков.— Коммерсантъ
Американский критик Эмануил Леви считает, что картина появилась на волне успеха фильма-ограбления 1964 года «Топкапи» и в противовес господствующей в мировом кинопрокате «Бондиане».
В свою очередь, фильм сам оказал определённое влияние на развитие «криминального» кинематографа:

Весёлый, интересный, прекрасно снятый и очень, очень умный — «Гамбит» доставляет такое удовольствие, что вы до финала будете прикованы к вашим диванам. Теперь я знаю, где Блейк Эдвардс получил некоторые из его идей для «Возвращения Розовой пантеры», и где Кэтрин Зета-Джонс взяла определённые подсказки для сцен в «Западне».

## Дополнительные факты
- Гамбит — общее название дебютов шахматных партий, в которых одна из сторон в интересах быстрейшего развития или просто для обострения игры жертвует пешку или фигуру.
- Уже известная и популярная к началу съёмок Ширли Маклейн сама выбирала партнёра для предстоящей картины и остановилась на кандидатуре Майкла Кейна после просмотра фильма «Элфи»[1].
- В течение первых 25 минут картины Маклейн практически постоянно находится в кадре, но не произносит ни слова[2].
- В 2012 году вышел одноимённый ремейк картины, имеющий сходство с оригинальным фильмом только в созвучии имён главных героев. Современный проект получил у кинокритиков крайне низкую оценку[6].